# Райънеър
„Райънеър“ (на английски: Ryanair, NASDAQ: RYAAY, LSE: RYA, ISE: 12724) е нискотарифна авиокомпания, най-голямата в Европа по брой превозени пътници сред всички авиокомпании и по размер на флота сред нискотарифните. Седалището ѝ е в Дъблин, Ейре.
Основана е през 1985 г. от ирландския милионер Тони Райън (1936 – 2007), Крис Райън и Лиъм Лонерган (собственик на туристическа агенция). През 1985 г. компанията лети по единствен маршрут – Уотърфорд – летище Гетуик (Лондон) на бразилски 15-местен самолет Embraer Bandeirante. Основата за бурния растеж на фирмата през последните години е комерсиалната ѝ стратегия.
До 2016 г., за разлика от повечето си конкуренти, „Райънеър“ не лети до главните летища, а до по-малки и отдалечени летища, но добре свързани с автобусен или железопътен транспорт с големите градове, което води до спестяване на високи летищни такси. Към 2016 г. стратегията на компанията е променена и включва полети до главните летища.
Повечето от самолетите на компанията са облепени с реклами отвън, както и отвътре – зад седалките. По време на полетите стюардите рекламират различни продукти – козметика, сувенири, финансови и банкови услуги и т.н., като извършват и продажба на лотарийни билети, храни, напитки, часовници, сувенири, фотоапарати, застраховки, алкохол и дори видеоигри.
Средно цените на билетите на „Райънеър“ са около 20 – 40 евро за еднопосочен билет (например Стокхолм – Барселона) и 60 – 90 евро за двупосочен билет.
Генерален директор на авиокомпанията е ирландският бизнесмен Майкъл О´Лиъри, известен с екстравагантността и скъперничеството си.

## Брой пътници
„Райънеър“ е компанията, обслужила най-много пътници в света през 2011 г. – 75 814 551.
През 2015 г. „Райънеър“ обслужва 107,7 млн. пътници.
През 2016 г. „Райънеър“ обслужва 117 млн. пътници, с 15% повече от предходната година, което е най-големият брой в Европа, като по този начин измества Lufthansa от първото място. Причините за голямото увеличение са това, че авиокомпанията използва сходни самолети Boeing и новата ѝ стратегия включва повече полети до големи летища.
През май 2017 г. Ryanair сключва кодшеърингово споразумение с испанската авиокомпания Air Europa за продажба на билети за междуконтиненталните дестинации.
През 2019 г. Ryanair превозва 142 млн. пътници и увеличава своя пътникооборот с 9%, и става най-голямата авиокомпания в Европа.
Към януари 2020 г. авиокомпанията обслужва 225 дестинации в 41 държави.

## Въздушен флот
Самолетите на „Райънеър“ са:
- Boeing 737 – 700 – 1
- Boeing 737 – 800[6] – над 450
- Boeing 737 MAX – поръчани са над 180 самолета, но поради проблемите с този тип самолети доставките са отложени.[7]

## Полети до България
Към януари 2020 г. Ryanair има база на летище София, където са базирани 3 самолета. Базата е отворена през 30 октомври 2016 г. С отварянето на базата се предлагат 21 дестинации от София.
Летище Бургас е втората база на авиокомпанията в България, открита март 2018 г. За целта е закупен нов Boeing 737, който да обслужва 10 маршрута в 6 държави. След летния сезон 2018 г. авиокомпанията затваря базата си в Бургас и така единствената база на авиокомпанията на българска земя се оказва тази на софийското летище. Полети на нискотарифната авиокомпания не се извършват извън летния сезон. За сезон лято 2020 са предвидени 4 полета: Братислава, Варшава Модлин, Катовице и Краков.
Летище Пловдив е третото летище, от което се изпълняват полети на авиокомпанията. Директната линия Пловдив – Лондон Станстед е единствената, оперирана от авиокомпанията.